# Glaucoma pseudoexfoliativo
El glaucoma pseudoexfoliativo también llamado glaucoma exfoliativo,  es un tipo de glaucoma que tiene lugar en  personas afectadas por una enfermedad de origen genético conocida como síndrome de pseudoexfoliación o síndrome de PEX.
En el Síndrome de pseudoexfoliación, se depositan en diferentes partes del polo anterior del ojo como el iris, córnea,  cristalino y cuerpo ciliar, una  sustancia de color blanco grisáceo que está compuesta por proteínas anómalas.
Cuando esta sustancia ocupa la red trabecular,  se dificulta la reabsorción del humor acuoso. El humor acuoso es un líquido transparente que en circunstancias normales se produce y reabsorbe de manera equilibrada. Si la reabsorción  de este líquido es difícil o imposible, se eleva la presión intraocular, produciéndose un glaucoma.
El glaucoma pseudoexfoliativo  suele presentarse después de los 70 años,  es por lo tanto más tardío que el glaucoma crónico simple.  El  ángulo iridocorneal es grande (glaucoma de ángulo abierto).
El tratamiento es similar al del glaucoma crónico simple, pero la evolución es peor,  la presión intraocular puede elevarse de forma fluctuante con oscilaciones bruscas. El porcentaje que pacientes que no responden al tratamiento con fármacos y precisan cirugía con láser o trabeculectomía es también más elevado que en el glaucoma crónico simple.